# Neurothaumasia ankerella
Neurothaumasia ankerella är en fjärilsart som beskrevs av Mann 1867. Neurothaumasia ankerella ingår i släktet Neurothaumasia och familjen äkta malar. Inga underarter finns listade i Catalogue of Life.